# Liste der Bodendenkmale in Rethwisch (Stormarn)
In der Liste der Bodendenkmale in Rethwisch sind die Bodendenkmale der Gemeinde Rethwisch nach dem Stand der Bodendenkmalliste des Archäologischen Landesamts Schleswig-Holstein von 2016 aufgelistet. Die Baudenkmale sind in der Liste der Kulturdenkmale in Rethwisch (Stormarn) aufgeführt.
| Denkmal-ID           | Befundart           | Bezeichnung            | Zeitstellung                 | Lage | Bemerkungen | Bild |
| -------------------- | ------------------- | ---------------------- | ---------------------------- | ---- | ----------- | ---- |
| aKD-ALSH-Nr. 004 925 | Grabmal > Grabhügel | Grabhügel „Polderberg“ | Vor- und/oder Frühgeschichte |      |             |      |